# Lyonieae
Lyonieae, tribus grmova iz porodice vrjesovki smješten u potporodicu Vaccinioideae. Postoje četiri roda od kojih je tipična lijonija, rod listopadnih, poluzimzelenih i vazdazelenih polugrmova, grmova i drveća. Uz njega pripada mu i značajan rod vazdazelenih grmova, pijeris.

## Rodovi
1. Agarista D.Don ex G.Don
2. Craibiodendron W.W.Sm.
3. Lyonia Nutt.
4. Pieris D.Don

## Vanjske poveznice
- Lyonieae